# Најстарији људи на Балкану
Ово је списак суперстогодишњака из балканских земаља. Земље које се већим делом територије налазе у овом региону су следеће: Албанија, Босна и Херцеговина, Бугарска, Хрватска, Грчка, Косово, Црна Гора, Северна Македонија, Румунија и Србија.
- Најстарија особа која је икада живела на Балкану била је Јелисавета Вељковић (1904–2016) из Србије која је умрла у доби од 112 година и 94 дана.
- Најстарији мушкарац који је икада живео на Балкану је Илије Чокан (рођен 10. јуна 1913) из Румуније који је још увек жив у доби од 112 година и 65 дана.
- Тренутно најстарија жива особа на Балкану је ветеран другог светског рата Илије Чокан (рођен 10. јуна 1913) из Румуније који има 112 година и 65 дана.
- Тренутно најстарија жива жена на Балкану је Милка Бауковић (рођена 5. фебруара 1915) из Србије који има 110 година и 190 дана.

## Најстарији људи који су икада живели на Балкану (110+)
Умрли
      Живи
| Место | Име                     | Пол | Датум рођења        | Датум смрти         | Старост              | Држава смрти (пребивалиште) |
| ----- | ----------------------- | --- | ------------------- | ------------------- | -------------------- | --------------------------- |
| 1     | Јелисавета Вељковић     | Ж   | 18. јул 1904.       | 20. октобар 2016.   | 112 година, 94 дана  | Србија                      |
| 2     | Илије Чокан             | М   | 10. јун 1913.       | Жив је              | 112 година, 65 дана  | Румунија                    |
| 3     | Јоана Проју Димитријаду | Ж   | 15. јул 1911.       | 5. април 2023.      | 111 година, 264 дана | Грчка                       |
| 4     | Думитру Команеску       | М   | 21. новембар 1908.  | 27. јун 2020.       | 111 година, 219 дана | Румунија                    |
| 5     | Еугенија Врантиш        | Ж   | 26. фебруар 1906.   | 22. август 2017.    | 111 година, 177 дана | Грчка                       |
| 6     | Анастасија Атанасоулас  | Ж   | 20. јун 1898.       | 15. август 2009.    | 111 година, 56 дана  | Грчка                       |
| 7     | Зенепе Пиранић          | Ж   | 10. мај 1910.       | 5. јул 2021.        | 111 година, 56 дана  | Албанија                    |
| 8     | Карамфила Стојанова     | Ж   | 17. септембар 1903. | 26. мај 2014.       | 110 година, 251 дана | Бугарска                    |
| 9     | Фикрије Локи            | Ж   | 10. јануар 1914.    | 13. септембар 2024. | 110 година, 247 дана | Северна Македонија          |
| 10    | Милка Бауковић          | Ж   | 5. фебруар 1915.    | Жива је             | 110 година, 190 дана | Србија                      |
| 11    | Марија Папакириjако     | Ж   | 18. јул 1901.       | 21. јануар 2012.    | 110 година, 186 дана | Грчка                       |
| 12    | Нина Ваљало             | Ж   | 6. јул 1908.        | 29. октобар 2018.   | 110 година, 115 дана | Хрватска                    |
| 13    | Ајка Локмић             | Ж   | 4. мај 1914.        | 17. август 2024.    | 110 година, 105 дана | Босна и Херцеговина         |
| 14    | Тамара Крутиков         | Ж   | 27. март 1912.      | 6. јул 2022.        | 110 година, 101 дан  | Србија                      |
| 15    | Лили Теотока Аливизато  | Ж   | 20. октобар 1911.   | 13. јануар 2022.    | 110 година, 85 дана  | Грчка                       |
| 16    | Нурије Дерменџијева     | Ж   | 25. октобар 1912.   | 12. јануар 2023.    | 110 година, 79 дана  | Бугарска                    |
| 17    | Фана Наци               | Ж   | 9. мај 1914.        | 1. јул 2024.        | 110 година, 53 дана  | Албанија                    |
| 18    | Паладија Ноја           | Ж   | 20. јул 1915.       | Жива је             | 110 година, 25 дана  | Румунија                    |
| 19    | Јован Јовановић         | М   | 16. септембар 1906. | 1. октобар 2016.    | 110 дана, 15 дана    | Босна и Херцеговина         |